# 스즈키 산재군
군론에서 스즈키 산재군(영어: Suzuki sporadic group) Suz 또는 Sz는 위수가 448345497600 = 213 · 37 · 52 · 7 · 11 · 13인 산재군이다.

## 역사
Suz는 26개의 산재군 중 하나이며 미치오 스즈키 (1969)에 의해 발견되었다. Suz는 점 1782개에 대한 3차 순열군(rank 3 permutation group)이고, 점 안정자는 G2(4)이다. 스즈키 산재군은 리 형 스즈키 군과 관련이 없다. Schur 승수는 차수가 6이고 외부자기동형군은 차수가 2이다.

## 복소 리치 격자
24차원 리치 격자는 고정점이 없고 위수가 3인 자기동형을 갖는다. 이것을 1의 복소수 세제곱근으로 해석하면, 리치 격자는 복소 리치 격자라고 하는 아이젠슈타인 정수에 대한 12차원 격자가 된다. 복소 리치 격자의 자기동형군은 스즈키 군의 범피복군 6 · Suz이다. 군 6 · Suz · 2는 리치 격자의 자기동형군인 콘웨이 군 Co0 = 2 · Co1 의 극대 부분군이고, 두 개의 12차원 복소 기약 표현을 가지고 있다. 복소 리치 격자에 대한 6 · Suz의 작용은 리치 격자에 대한 2 · Co1의 작용와 유사하다.

## 스즈키 사슬
스즈키 사슬(Suzuki chain) 또는 스즈키 탑(Suzuki tower)은 다음과 같은 3차 순열군의 사슬이다.
- G2(2) = U(3, 3) · 2는 점 36 = 1 + 14 + 21개에 대해 3차 작용을 가지고, 점 안정자는 PSL(3, 2) · 2이다.
- J2 · 2는 점 100 = 1 + 36 + 63개에 대해 3차 작용을 가지고, 점 안정자는 G2(2)이다.
- G2(4) · 2는 점 416 = 1 + 100 + 315개에 대해 3차 작용을 가지고, 점 안정자는 J2 · 2이다.
- Suz · 2는 점 1782 = 1 + 416 + 1365개에 대해 3차 작용을 가지고, 점 안정자는 G2(4) · 2이다.

사슬의 각 요소는 다음 요소의 안정자가 된다.

## 극대 부분군
Wilson (1983)에 의해, Suz의 극대 부분군의 켤레류 17개가 다음과 같이 발견되었다.
| 극대 부분군               | 차수        | 지표        |
| ------------------------- | ----------- | ----------- |
| G2(4)                     | 251,596,800 | 1782        |
| 32 · U(4, 3) · 23         | 19,595,520  | 22,880      |
| U(5, 2)                   | 13,685,760  | 32,760      |
| 21+6 · U(4, 2)            | 3,317,760   | 135,135     |
| 35 : M11                  | 1,924,560   | 232,960     |
| J2 : 2                    | 1,209,600   | 370,656     |
| 24+6 : 3 A 6              | 1,105,920   | 405,405     |
| (A4 × L3(4)) : 2          | 483,840     | 926,640     |
| 22+8 : (A5 × S3)          | 368,640     | 1,216,215   |
| M12 : 2                   | 190,080     | 2,358,720   |
| 32+4 : 2 · (A 4 × 22) · 2 | 139,968     | 3,203,200   |
| (A6 × A5) · 2             | 43,200      | 10,378,368  |
| (A6 × 32 : 4) · 2         | 25,920      | 17,297,280  |
| L3 (3) : 2                | 11,232      | 39,916,800  |
| L2(25)                    | 7,800       | 57,480,192  |
| A7                        | 2,520       | 177,914,880 |
|                           |             |             |

## 참고 문헌
- 존 호턴 콘웨이; Curtis, R. T.; Norton, S. P.; Parker, R. A.; and Wilson, R. A.: "Atlas of Finite Groups: Maximal Subgroups and Ordinary Characters for Simple Groups." Oxford, England 1985.
- Griess, Robert L. Jr. (1998), 《Twelve sporadic groups》, Springer Monographs in Mathematics, Berlin, New York: Springer-Verlag, ISBN 978-3-540-62778-4, MR 1707296
- Suzuki, Michio (1969), 〈A simple group of order 448,345,497,600〉,   Brauer, R.; Sah, Chih-han, 《Theory of Finite Groups (Symposium, Harvard Univ., Cambridge, Mass., 1968)》, Benjamin, New York, 113–119쪽, MR 0241527
- Wilson, Robert A. (1983), “The complex Leech lattice and maximal subgroups of the Suzuki group”, 《Journal of Algebra》 84 (1): 151–188, doi:10.1016/0021-8693(83)90074-1, ISSN 0021-8693, MR 716777
- Wilson, Robert A. (2009), 《The finite simple groups》, Graduate Texts in Mathematics 251 251, Berlin, New York: Springer-Verlag, doi:10.1007/978-1-84800-988-2, ISBN 978-1-84800-987-5, Zbl 1203.20012